# 11050 Мессіан
11050 Мессіан (11050 Messiaën) — астероїд головного поясу, відкритий 13 жовтня 1990 року.
Тіссеранів параметр щодо Юпітера — 3,236.